# The Jimi Homeless Experience
A The Jimi Homeless Experience amerikai comedy rock együttes, amely Jimi Hendrix dalait parodizálja. Jon Kinyon alapította 2007-ben. Két nagylemezt jelentetett meg a zenekar. A "The Jimi Homeless Experience" továbbá Kinyon internetes képregényének (webcomic) címe is, amely szatirikus/politikai jellegű.

## Közreműködők
- Josh Curtis - ének, basszusgitár
- Jason DeCorse - gitár
- Kevin Zelch - dob

Ők az "Are You Homeless?" albumon játszottak. 

## Diszkográfia
- Are You Homeless? (2007)
- Band of Junkys (2009)